# Lukács Pál (orvos)
Lukács Pál, születési és 1899-ig használt nevén Löwinger Pál (Budapest, Terézváros, 1883. május 24. – Budapest, 1956. január 21.) belgyógyász, Sterk Izidor (1860–1935) és Erős Sándor (1861–1929) építészek unokaöccse.

## Életpályája
Löwinger Salamon nagykereskedő és Sterk Berta (1865–1938) első gyermekeként született zsidó családban. A budapesti VII. kerületi Magyar Királyi Állami Főgimnáziumban érettségizett. Tanulmányait a Budapesti Tudományegyetem Orvostudományi Karán folytatta, ahol 1905-ben avatták orvosdoktorrá. Először a berlini Charité Klinikán volt gyakorló orvos, majd hazatérve a Fehérkereszt Gyermekkórházban kezdte meg működését segédorvosként. A Liget Szanatórium 1909 októberi megnyitásától az intézmény alorvosa, majd a belgyógyászati osztály vezetője lett. Az első világháború idején a 15. honvéd gyalogezrednél tartalékos ezredorvosként teljesített szolgálatot. Több kitüntetésben részesült. Leszerelését követően az Országos Társadalombiztosító Intézet központi rendelőjének belgyógyász szakorvosa lett. Több önálló tudományos munkája és számos dolgozata jelent meg hazai és külföldi szaklapokban. Halálát kétoldalú tüdőgümőkór okozta.
Első házastársa Glück Magdolna (1902–?) volt, Glück Béla és Hartman Etelka lánya, akit 1923. május 2-án Budapesten, a Terézvárosban vett nőül. Mindketten kikeresztelkedtek a római katolikus vallásra. Második felesége 1948-tól Bálint Magdolna volt.

## Művei
- A Pirquet-féle allergiás próba értéke a csecsemőkorban. (Orvosi Hetilap, 1909, 32.)
- A cukorbetegek diétája 400 konyharecipével. Papp Ferenccel. Budapest, 1914
- A cukorbetegség diétás gyógykezelése és szakácskönyve. Budapest, 1926
- Az insulin a gyakorlatban. (Budapesti Orvosi Újság, 1926, 9.)

## Díjai, elismerései
- Ferenc József-rend lovagkeresztje hadidíszítménnyel (1916)[6]
- II. osztályú vaskereszt (1917)
- Signum Laudis